# كولوميلية
كولوميلية (الاسم العلمي: Columellia)، جنس نباتات مُزهرة من فصيلة الكولوميليات وصفت بأنها جنس في عام 1794.
يعود مهدها إلى جبال الأنديز في غرب أمريكا الجنوبية (كولومبيا، الإكوادور، بيرو، بوليفيا).
سُمي الجنس على لوسيوس جونيوس موديراتوس كولوميلا وهو كاتب زراعي روماني من القرن الأول الميلادي.
الأنواع
1. Columellia lucida Danguy & Cherm. - Colombia, Ecuador, N Peru
2. Columellia oblonga Ruiz & Pav. - Colombia, Ecuador, Peru, W Bolivia
3. Columellia obovata Ruiz & Pav. - S Ecuador, Peru
4. Columellia subsessilis Schltr. - Bolivia
5. Columellia weberbaueri Schltr. - Peru